# Niehl
Niehl ist eine Ortsgemeinde im Eifelkreis Bitburg-Prüm in Rheinland-Pfalz. Sie gehört der Verbandsgemeinde Südeifel an.

## Geographie
Der Ort liegt etwa drei Kilometer östlich von Mettendorf. Weitere Nachbarorte sind die Ortsgemeinde Burg im Nordwesten sowie die bereits zur Verbandsgemeinde Bitburger Land gehörenden Ortsgemeinden Brimingen im Norden, Olsdorf im Osten und Halsdorf im Süden.

## Geschichte
Unweit von Niehl wurden belegte Frankengräber mit Beigaben, darunter zwei Schwerter und ein Eisensäbel gefunden. Östlich des Ortes entdeckte man zudem eine Gruppe von fünf, heute stark verschliffenen Grabhügeln mit Durchmessern zwischen 6 und 8 m. 100 m nordwestlich der Fundstelle wurde zudem 1967 ein weiterer Grabhügel beobachtet, in dem Keramikscherben gefunden wurden.
Der Ort gehörte bis zur französischen Annexion 1794/95 zur Grafschaft Vianden im Herzogtum Luxemburg. Durch diese Inbesitznahme des Linken Rheinufers wurde Niehl Teil der Französischen Republik (bis 1804) und anschließend des Französischen Kaiserreichs. Verwaltungsmäßig wurde der Ort der Mairie Baustert im Kanton Neuerburg des Arrondissements Bitburg im Wälderdepartement zugeordnet. Nach der Niederlage Napoleons kam Niehl aufgrund der 1815 auf dem Wiener Kongress getroffenen Vereinbarungen zum Königreich Preußen und gehörte nun zur Bürgermeisterei Baustert im Kreis Bitburg des Regierungsbezirks Trier, der 1822 Teil der neu gebildeten preußischen Rheinprovinz wurde. Die Bürgermeisterei Baustert bestand bis 1854 und ging dann in die Bürgermeisterei Oberweis auf. In Niehl wurden 1848 fünf Wohnhäuser, in denen 53 Menschen lebten, registriert.
Nach dem Ersten Weltkrieg zeitweise wieder französisch besetzt und nach dem Zweiten Weltkrieg der französischen Besatzungszone zugeordnet, ist der Ort seit 1946 Teil des damals neu gebildeten Landes Rheinland-Pfalz.
Bevölkerungsentwicklung
Die Entwicklung der Einwohnerzahl von Niehl, die Werte von 1871 bis 1987 beruhen auf Volkszählungen:
| Jahr | Einwohner |
| ---- | --------- |
| 1815 | 34        |
| 1835 | 53        |
| 1871 | 69        |
| 1905 | 79        |
| 1939 | 105       |
| 1950 | 88        |
| 1961 | 86        |

| Jahr | Einwohner |
| ---- | --------- |
| 1970 | 75        |
| 1987 | 75        |
| 1997 | 73        |
| 2005 | 64        |
| 2011 | 78        |
| 2017 | 72        |
| 2023 | 73        |

## Politik

### Gemeinderat
Der Gemeinderat in Niehl besteht aus sechs Ratsmitgliedern, die bei der Kommunalwahl am 9. Juni 2024 in einer Mehrheitswahl gewählt wurden, und dem ehrenamtlichen Ortsbürgermeister als Vorsitzendem.

### Bürgermeister
Christian Dichter ist Ortsbürgermeister von Niehl. Da bei der Direktwahl am 26. Mai 2019 kein gültiger Wahlvorschlag eingereicht wurde, oblag die Neuwahl des Bürgermeisters gemäß rheinland-pfälzischer Gemeindeordnung dem Rat. Dieser bestätigte Dichter auf der konstituierenden Sitzung am 15. Juli 2019 in seinem Amt. Für die Direktwahl am 9. Juni 2024 wurde erneut kein Wahlvorschlag eingereicht. Christian Dichter wurde vom neu gewählten Rat am 30. Juli 2024 für weitere fünf Jahre in seinem Amt bestätigt.

## Sehenswürdigkeiten
- In der Dorfstraße steht ein einfaches Schaftkreuz von 1803 in einem alten Fundamentstein.

Siehe auch: Liste der Kulturdenkmäler in Niehl

## Verkehr
Die Gemeinde wird durch die Kreisstraße K 9 an die Landesstraße L 8 angebunden.